# Petr Sgall
Petr Sgall (ur. 27 maja 1926 w Czeskich Budziejowicach, zm. 28 maja 2019 w Pradze) – czeski językoznawca. Koncentrował się na gramatyce dependencyjnej, opozycji temat–remat i języku ogólnoczeskim.
Studiował indoeuropeistykę, językoznawstwo ogólne, językoznawstwo porównawcze i język czeski na Uniwersytecie Karola w Pradze. Spędził rok studiów podyplomowych w Krakowie. W 1958 habilitował się jako docent językoznawstwa ogólnego i indoeuropeistyki na Uniwersytecie Karola. Na początku lat sześćdziesiątych Sgall był jednym z nielicznych naukowców europejskich, który zaznajomili się z nowym paradygmatem lingwistycznym, koncepcją gramatyki generatywnej Chomsky'ego. Uznawany jest za założyciela lingwistyki komputerowej w byłej Czechosłowacji i za jednego z pionierów tej dziedziny w Europie.

## Wybrana twórczość
- Čeština bez příkras
- Jazyk, mluvení, psaní
- Language in its multifarious aspects
- Úvod do syntaxe a sémiotiky
- Zažil jsem toho dost